# 22 до н. е.
У Римській імперії правив імператор Октавіан Август.

## Події
- Луцій Аррунцій і Марк Клавдій Марцелл Езернін — консули Римської імперії.
- Павло Емілій Лепід і Луцій Мунацій Планк — цензори Римської імперії.
- Арташес II за допомогою парфян повернувся на вірменський престол.

## Народились
- Приблизна дата народження Ірода Боета, сина Ірода Великого.